# Mandjelia mccrackeni
Mandjelia mccrackeni là một loài nhện trong họ Barychelidae. Loài này phân bố ờ Queensland.